# Telesto fruticulosa
Telesto fruticulosa är en korallart som beskrevs av James Dwight Dana 1846. Telesto fruticulosa ingår i släktet Telesto och familjen Clavulariidae. Inga underarter finns listade i Catalogue of Life.